# Fusillade des quatre morts en cinq secondes
 (juillet 2020).
La fusillade des quatre morts en cinq secondes est une célèbre fusillade qui s’est déroulée le 14 avril 1881, sur la El Paso Street (en), à El Paso, au Texas, aux États-Unis. Les témoins étaient généralement d'accord pour dire que l'incident n'a pas duré plus de cinq secondes après le premier coup de feu, bien que certains insistent sur le fait qu'il aurait duré au moins dix secondes. Le marshal Dallas Stoudenmire (en) est l'auteur de trois des quatre accidents mortels avec son revolver Smith & Wesson calibre .44.

## Contexte
Le 14 avril 1881, un groupe d'environ 75 Mexicains lourdement armés s'installe à El Paso, au Texas, à la recherche de deux vaqueros disparus nommés Sanchez et Juarique, qui cherchaient 30 têtes de bétail volées au Mexique. Solomon Schutz, maire d'El Paso, a fait une exception pour les Mexicains, leur permettant d'entrer dans les limites de la ville avec leurs armes à feu. Gus Krempkau (en), un constable du comté d'El Paso, a accompagné le détachement au ranch de Johnny Hale, propriétaire d'un ranch local et voleur de bétail présumé, qui vivait à environ 21 km au nord-ouest d'El Paso dans la haute vallée. Les cadavres des deux hommes disparus se trouvaient près du ranch de Hale et ont été ramenés à El Paso.
Un tribunal d'El Paso a mené une enquête sur les décès. Le gendarme Krempkau, qui parlait couramment l'espagnol, faisait office d'interprète. Le verdict était que Sanchez et Juarique étaient à proximité du ranch de Hale à la recherche du bétail volé. Le tribunal a déterminé que les voleurs de bétail américains, dont Hale, avaient craint que les hommes découvrent le bétail et reviennent avec une force mexicaine armée plus importante. Deux voleurs de bétail américains, Pervey et Fredericks, ont été accusés des meurtres de Sanchez et Juarique après avoir été entendus se vanter d'avoir tué deux cow-boys lorsqu'ils les ont trouvés traînant le troupeau au ranch de Hale dans la nuit du 13 avril ou au petit matin du 14 avril.
Pendant ce temps, une grande foule s'était rassemblée à El Paso, dont John Hale et son ami, l'ancien marshal George Campbell (en). Il y avait des tensions parmi certains des Américains, qui craignaient que les Mexicains, avec un mélange de colère, d'agitation et lourdement armés, ne deviennent violents tout en demandant justice pour leurs deux camarades assassinés. Lors de l'enquête, Pervey et Fredericks ont été officiellement inculpés des meurtres et immédiatement arrêtés. La cour a été ajournée et la foule s'est dispersée. Les personnes arrêtées devaient être jugées à une date ultérieure. La situation tendue étant désamorcée, les Mexicains retournèrent au Mexique avec les deux cadavres pour un enterrement approprié.

## Fusillade
Le marshal Dallas Stoudenmire, un tireur réputé qui n'avait commencé comme marshal de la ville que le 11 avril, était présent dans la salle d'audience. Après la fin de l'audience, il a traversé la rue pour dîner. Le gendarme Krempkau s'est rendu dans un salon voisin pour récupérer son fusil et son pistolet. Là, une confrontation a eu lieu avec George Campbell à propos des remarques qu'il aurait faites sur les traductions de Krempkau et son apparente amitié avec les Mexicains. John Hale, qui n'était apparemment pas armé, était gravement intoxiqué et était également contrarié par l'implication de Krempkau dans l'affaire. Hale a attrapé l'un des deux pistolets de Campbell et a crié: « George, je vous ai couvert ! » Il a ensuite tiré sur Krempkau, qui a tourné en arrière. Tombant contre une porte du salon, Krempkau dégaina son propre pistolet.
Le maréchal Stoudenmire a entendu le coup de feu, a sauté de sa chaise de la salle à manger au restaurant Globe, a sorti ses pistolets et s'est enfui dans la rue. Tout en courant, Stoudenmire a tiré sauvagement, tuant Ochoa, un spectateur mexicain innocent qui courait pour se cacher. Lorsque le premier coup de feu a été entendu, John Hale s'est calmé rapidement et a sauté derrière un épais pilier en adobe. Quand il regarda derrière le pilier, Stoudenmire tira et frappa Hale entre les yeux, le tuant instantanément.
Campbell sortit de sa couverture avec son pistolet, vit Hale allongé mort et cria à Stoudenmire que ce n'était pas son combat. Cependant, l'agent Krempkau, croyant à tort que Campbell l'avait abattu, a ensuite tiré deux fois sur Campbell avant de perdre connaissance à cause d'une perte de sang. La première balle de Krempkau a frappé le pistolet de Campbell et lui a cassé le poignet droit, tandis que la seconde l'a frappé au pied. Campbell hurla de douleur et ramassa son pistolet du sol avec sa main gauche. Stoudenmire se détourna de Hale et tira instantanément sur Campbell, qui lâcha de nouveau son arme, attrapa son estomac et s'effondra au sol. Stoudenmire marcha lentement vers Campbell et le regarda. À l'agonie, Campbell a crié: « Vous grand fils de pute ! Vous m'avez assassiné ! » Stoudenmire ne dit rien. Campbell et Krempkau sont morts en quelques minutes.
Après quelques secondes, quatre hommes étaient morts ou mourants. Trois Texas Rangers se tenaient à proximité, mais n'ont pas participé, déclarant plus tard qu'ils pensaient que Stoudenmire avait la situation bien en main. 

## Suites de l'affaire
Trois jours après la fusillade, le 17 avril 1881, James Manning, un ami de Hale et Campbell, convainquit l'ancien adjoint Bill Johnson d'assassiner Stoudenmire. Ce dernier avait humilié publiquement Johnson quelques jours auparavant. Tard dans la nuit du 17 avril, un Johnson en état d'ébriété se cachait derrière un pilier de briques, mais ses jambes vacillantes cédèrent et il tomba en arrière, pressant les deux détentes de son fusil à double canon vers le ciel et manquant de peu Stoudenmire. Stoudenmire fit immédiatement feu avec ses pistolets et tira sur Johnson une volée de huit balles, lui arrachant les testicules. Perdant son sang, Johnson mourut rapidement.
Ceci constitua le début d'une vendetta entre Stoudenmire d'une part, Manning et ses frères de l'autre. Finalement, le beau-frère de Stoudenmire Stanley « Doc » Cummings et plus tard Stoudenmire lui-même furent tués par les Manning, qui furent acquittés lors de deux procès dont les jurys comprenaient un grand nombre d'amis à eux.